# Peter de Koning (zanger)
Peter de Koning (Vlaardingen, 13 oktober 1960) is een Nederlands zanger en (contra-)bassist.

## Carrière
Tussen 1986 en 1990 was De Koning contrabassist bij Circus Horlepiep, een theaterprogramma van Hans Dorrestijn en Lévi Weemoedt. Hij had in 1995 een grote hit met de door hemzelf geschreven single 'Het is altijd lente in de ogen van de tandarts-assistente'. Het is het enige nummer waarmee hij in de hitparade is gekomen. Hij schreef het nummer oorspronkelijk voor zijn eindexamen aan het Rotterdams Conservatorium. Het nummer kwam in het radioprogramma The Breakfast Club van Radio 3FM, waarna de single in de hitparade belandde. De Koning bracht in 1996 ook nog het album De avonturen van Peter de Koning uit, maar dit werd geen succes.
Later werd hij onder meer actief als zanger en bassist van de amusementsformatie de Flamingo's.

## Discografie

### Albums
| Album met eventuele hitnotering(en) in de Nederlandse Album Top 100 | Datum van verschijnen | Datum van binnenkomst | Hoogste positie | Aantal weken | Opmerkingen |
| ------------------------------------------------------------------- | --------------------- | --------------------- | --------------- | ------------ | ----------- |
| De avonturen van Peter de Koning                                    | 1996                  | -                     |                 |              |             |

### Singles
| Single met eventuele hitnotering(en) in de Nederlandse Top 40 | Datum van verschijnen | Datum van binnenkomst | Hoogste positie | Aantal weken | Opmerkingen |
| ------------------------------------------------------------- | --------------------- | --------------------- | --------------- | ------------ | ----------- |
| 'Het is altijd lente in de ogen van de tandarts-assistente'   | 1995                  | 23-12-1995            | 5               | 8            | Alarmschijf |
| 'Hartstikke gek'                                              | 1996                  | -                     |                 |              |             |